# Episodi di FUBAR (seconda stagione)
La seconda e ultima stagione della serie televisiva FUBAR, composta da otto episodi, è stata distribuita sulla piattaforma di streaming Netflix il 12 giugno 2025.
| nº | Titolo originale              | Titolo italiano        | Prima TV USA   | Prima TV Italia |
| -- | ----------------------------- | ---------------------- | -------------- | --------------- |
| 1  | Fullest House                 | Sotto lo stesso tetto  | 12 giugno 2025 | 12 giugno 2025  |
| 2  | Highly Re-Greta-Ble           | Una missione se-Greta  | 12 giugno 2025 | 12 giugno 2025  |
| 3  | Tango and Smash               | Tango e botte          | 12 giugno 2025 | 12 giugno 2025  |
| 4  | Astro-Not                     | Astronauta per forza   | 12 giugno 2025 | 12 giugno 2025  |
| 5  | Trippin' the Abyss            | Un viaggio nell'abisso | 12 giugno 2025 | 12 giugno 2025  |
| 6  | Penny Possum's Pizzapocalypse | Apocalisse in pizzeria | 12 giugno 2025 | 12 giugno 2025  |
| 7  | Dam It                        | La diga                | 12 giugno 2025 | 12 giugno 2025  |
| 8  | Let's Twist Again             | Una nuova sorpresa     | 12 giugno 2025 | 12 giugno 2025  |